# Jason White
Jason White (Little Rock-Arkansas, 11 de novembro de 1973) é um guitarrista americano de turnê do Green Day, Pinhead Gunpowder e The Foxboro Hot Tubs que tem desempenhado em muitas bandas de punk rock. É o vocalista da banda The Influents. Ele é mais conhecido como violonista e guitarrista de turnê do Green Day. Jason White tem sido um membro de apoio do Green Day desde 1999, quando foi gravado Warning. Em 2012, ele ajudou durante a gravação da trilogia de álbuns ¡Uno!, ¡Dos! e ¡Tré!. Ele é co-fundador da gravadora Adeline Records.

## Vida pessoal
Em janeiro de 2013, a esposa de Jason, Janna White (née Rollins) deu à luz seu primeiro filho, Sonny. Seu segundo filho, uma menina chamada Shelby, nasceu em maio de 2014. Jason tem uma tatuagem de uma pequena flor em sua mão direita, sobre o nível com o pulso e fez a tatuagem depois de casar com sua esposa Janna (anteriormente Rollins).

### Saúde
White foi diagnosticado com câncer nas amígdalas no final de 2014 e está atualmente fazendo tratamento.

## Atos associados
- Numbskulz (guitarra, 1988)
- Step By Step (vocais, 1989-1990)
- Chino Horde (baixo, 1990-1993)
- Fishwagon (guitarra / vocal, 1991)
- Monsula (guitarra, 1992-1993)
- Pretty (baixo, 1993)
- Sixteen Bullets (baixo, 1994)
- Pinhead Gunpowder (guitarra / vocal, 1995-presente)
- The Big Cats (baixo / vocais, 1996-2000; guitarra e vocais, 2000-presente)
- Green Day (excursão guitarra / vocais, 1998-presente)
- The Influents (guitarra e vocais, 1999-2003)
- The Kicks (guitarra, 2000-2004)
- The Network (creditado como Balducci, guitarra, 2003-presente)
- Foxboro Hot Tubs (guitarra, 2007-presente)

## Equipamento
Guitarras
- Gibson Les Paul 1958 reedição plain top
- Gibson Les Paul 1957 reedição gold top
- Gibson Les Paul 1959 Special
- Gibson SG
- Gibson ES-335

Amplificação
- Marshall Plexi amplifier 100-watt heads
- Custom Audio Electronics CAE 3+ pré-amplificador de tubo

Efeitos
- Xotic RC Booster
- Line6 Echo Pro rack delay
- Line6 DL4 Delay Modeller
- Chandler Limited Little Devil Colored Boost